# Petauke
Petauke è un centro abitato dello Zambia, parte della Provincia Orientale e capoluogo del distretto omonimo. Amministrativamente è costituito dai 7 comuni facenti parte della circoscrizione elettorale (constituency) di Petauke.